# Ludoș
Ludoș é uma comuna romena localizada no distrito de Sibiu, na região histórica da Transilvânia. A comuna possui uma área de 43.22 km² e sua população era de 775 habitantes segundo o censo de 2007.